# Richard Pryor
Richard Franklin Lennox Thomas Pryor (Peoria (Illinois), 1 december 1940 – Encino (Californië), 10 december 2005) was een Amerikaanse stand-upcomedian en acteur.
Als begaafd verteller slechtte hij vele barrières voor zwarte 'stand-upcomedians'. Hoewel hij herhaaldelijk kleurrijke taal gebruikte, vulgariteiten, zelfs raciale benamingen (zoals het politiek incorrecte 'nigger'), bereikte hij een breed publiek met zijn scherpe waarnemingen. Pryor wordt gerekend tot de beste en belangrijkste stand-upcomedians.

## Vroege carrière
Pryor begon als milde komiek in de traditie van Bill Cosby. De eerste vijf nummers op de in 2005 verschenen compilatie-cd Evolution/Revolution: The Early Years (1966-1974), opgenomen in 1966 en 1967, laten dat eerste stadium horen.
In september 1967 riep hij over de hoofden van het uitverkochte Aladdin Hotel in Las Vegas: "What the fuck am I doing here?" en liep van het toneel af. Hierna werd Pryor harder in zijn humor.

## Succesjaren
In 1969 verhuisde Pryor naar Berkeley (Californië). In 1970 tekende hij voor het Laff-label en gaf zijn lp uit: Craps (After Hours). Kort daarna vertrok hij naar een groter label: Stax Records. Zijn derde album daar, That Nigger's Crazy, werd zijn grote doorbraak. Een langdurig conflict met Laff over de rechten van zijn opnames volgde.
Uiteindelijk zou Warner Bros zijn vaste label worden. Na een bezoek aan Afrika, in 1979, beloofde hij nooit meer 'nigger' te zullen gebruiken. 'Motherfucker' bleef wel een vaste term in zijn repertoire.
Pryor trad op in een groot aantal films: Lady Sings the Blues, The Mack, Uptown Saturday Night, Silver Streak, Which Way Is Up?, Car Wash, The Toy, Superman III, Brewster's Millions, Stir Crazy, Moving, See No Evil, Hear No Evil en Blue Collar. Vier films speelde hij naast Gene Wilder. Hij schreef mee aan Blazing Saddles onder regie van Mel Brooks met Gene Wilder in de hoofdrol. Hij zou de sheriff spelen in Blazing Saddles, maar de producers hadden problemen met zijn taalgebruik en Cleavon Little speelde die rol, hoewel Pryor nog steeds meeschreef aan het script.

## Cocaïne-incident
Op 1 juni 1980 zette Pryor zichzelf in brand bij het gebruiken van cocaïne. Hij gebruikte dit gegeven later in zijn 'final' stand-upshow Richard Pryor Live On Sunset Strip (1982). In een interview in 2005 met zijn vrouw en manager Jennifer Lee Pryor vertelde zij hoe hij in een door drugs veroorzaakte psychose zichzelf overgoot met rum en zichzelf aanstak. Pryor zelf gaf toe zelfmoord te hebben willen plegen.
Hij ging door met optreden en regisseerde een concertfilm, met bijbehorende cd Here And Now. "Jo Jo Dancer, Your Life Is Calling" is een soort autobiografie op film.
In 1986 maakte hij bekend multiple sclerose te hebben. In 1992 volgde een laatste serie optredens. Zijn allerlaatste filmrol was een bijrol in Lost Highway van David Lynch in 1997.

## Laatste jaren
In zijn laatste jaren was Pryor veroordeeld tot een rolstoel vanwege zijn multiple sclerose. Eind 2004 beweerde zijn zus dat hij zijn stem verloor. Op 9 januari 2005 weerlegde hij deze verklaring in een bericht op zijn officiële website, waar hij verklaarde, "Sick of hearing this shit about me not talking... not true... good days, bad days... but I still am a talkin' motherfucker!".
Richard Pryor overleed aan een hartstilstand.

## Familie
Pryor was familie van de Amerikaanse singer-songwriter Liv Warfield.

## Prijzen
In 1998 won Pryor de eerste Mark Twain Prijs.
In 2002 won hij een rechtszaak tegen platenmaatschappij Laff en kreeg hij de rechten terug op de daar liggende opnamen.
In 2004 werd hij door Comedy Central uitgekozen tot de "beste stand-upcomedian ooit".

## Discografie
- Richard Pryor (Dove/Reprise, 1968)
- Craps (After Hours) (Laff Records, 1971, heruitgave 1993 door Loose Cannon/Island)
- That Nigger's Crazy (Partee/Stax, 1974, heruitgegeven 1975 door Reprise)
- ...Is It Something I Said? (Reprise, 1975, heruitgegeven 1991 op cd door Warner Archives)
- Bicentennial Nigger (Reprise, 1976)
- L.A. Jail (Tiger Lily, 1977)
- Are You Serious??? (Laff, 1977)
- Who Me? I'm Not Him (Laff, 1977)
- Black Ben the Blacksmith (Laff, 1978)
  - De titletrack werd eerst uitgegeven als "Prison Play" op Richard Pryor, ondanks Warner Bros.' rechten op die track.
- The Wizard of Comedy (Laff, 1978)
- Wanted/Richard Pryor - Live in Concert (dubbel-lp) (Warner Bros., 1978)
- Outrageous (Laff, 1979)
- Insane (Laff, 1980)
- Holy Smoke! (Laff, 1980)
- Rev. Du Rite (Laff, 1981)
- Live on the Sunset Strip (Warner Bros., 1982)
- Richard Pryor Live! (Phoenix/Audiofidelity, 1982)
- Supernigger (Laff, 1983)
- Here and Now (Warner Bros., 1983)

### Compilaties
- Pryor Goes Foxx Hunting (Laff, 1973)
  - Split-lp met  Redd Foxx, eerder verschenen op Craps (After Hours)
- Down And Dirty (Laff, 1975)
  - Split-lp met Redd Foxx, met materiaal eerder verschenen op Craps (After Hours)
- Richard Pryor Meets... Richard & Willie And... The SLA!! (Laff, 1976)
  - Lp met de scène Richard And Willie, met eerder verschenen materiaal van Craps (After Hours)
- Richard Pryor's Greatest Hits (Warner Bros., 1977)
  - Met tracks van Craps (After Hours), That Nigger's Crazy en ...Is It Something I Said?, alsmede een ongepubliceerde track uit 1975, "Ali".
- Blackjack (Laff, 1983)
  - Heruitgave van Craps (After Hours)
- Show Biz (Laff, 1983)
  - Heruitgave van Black Ben The Blacksmith
- Richard Pryor Live! (Laff, 1983)
  - Heruitgave van de Phoenix/Audiofidelity picture disc uit 1982. Het album bevat twee nummers ("Vegas" and "Negro") die alleen op de picture disc staan, hoewel ze op het label van de Laffuitgave vermeld worden.
- ...And It's Deep Too! The Complete Warner Bros. Recordings (1968-1992) (9 cd's) (Warner Bros./Rhino, 2000)
  - Cd-boxcollectie van Richard Pryor, That Nigger's Crazy, ...Is It Something I Said? (met "Ali" van Richard Pryor's Greatest Hits toegevoegd als bonustrack), Bicentennial Nigger, Wanted/Richard Pryor - Live In Concert (op twee cd's), Live on the Sunset Strip, Here And Now (Met een voorheen niet uitgegeven interview uit 1983 als bonustrack), en That African-American Is Still Crazy: Good Shit From The Vaults (een volledige schijf met onuitgegeven materiaal uit de jaren 1973 tot 1993 exclusief in de box).
- The Anthology (1968-1992) (dubbel-cd) (Warner Bros./Rhino, (2002)
  - Hoogtepunten van ...And It's Deep Too!.
- Evolution/Revolution: The Early Years (1966-1974) (dubbel-cd) (Warner Bros./Rhino], 2005)
  - Door Pryor geautoriseerde compilatie van materiaal uitgegeven op het Lafflabel, inclusief het volledige album Craps (After Hours)

## Filmografie
- The Wild Wild West (televisieserie) - Villar (afl. The Night of the Eccentrics, 1966)
- The Busy Body (1967) - Whittaker
- ABC Stage 67 (televisieserie) - Begrafenisondernemer (afl. A Time for Laughter: A Look at Negro Humor in America, 1967)
- Uncle Tom's Fairy Tales (1968) - Rol onbekend
- Wild in the Streets (1968) - Stanley X
- The Young Lawyers (televisiefilm, 1969) - Otis Tucker
- Carter's Army (televisiefilm, 1970) - Soldaat Jonathan Crunk
- The Partridge Family (televisieserie) - A.E. Simon (afl. Soul Club, 1971)
- You've Got to Walk It Like You Talk It or You'll Lose That Beat (1971) - Dronkenlap
- The Mod Squad (televisieserie) - Rol onbekend (afl. The Connection, 1972)
- Lady Sings the Blues (1972) - Piano Man
- The Mack (1973) - Slim
- Hit! (1973) - Mike Willmer
- Some Call It Loving (1973) - Jeff
- Uptown Saturday Night (1974) - Sharp Eye Washington
- Adiós Amigo (1976) - Sam Spade
- The Bingo Long Travelling All-Stars & Motor Kings (1976) - Charlie Snow/Carlos
- Car Wash (1976) - Daddy Rich
- Silver Streak (1976) - Grover Muldoon
- Greased Lightning (1977) - Wendell Scott
- Which Way Is Up? (1977) - Leroy Jones/Rufus Jones/Reverend Lenox Thomas
- Blue Collar (1978) - Zeke Brown
- The Wiz (1978) - The Wiz (Herman Smith)
- California Suite (1978) - Bezoekers uit Chicago - Dr. Chauncey Gump
- The Muppet Movie (1979) - Ballonnenverkoper
- Wholly Moses! (1980) - Farao
- In God We Tru$t (1980) - G.O.D.
- Stir Crazy (1980) - Harry Monroe
- Bustin' Loose (1981) - Joe Braxton
- Some Kind of Hero (1982) - Korporaal Eddie Keller/Ted Segal
- The Toy (1982) - Jack Brown
- Superman III (1983) - Gus Gorman
- Brewster's Millions (1985) - Montgomery Brewster
- Jo Jo Dancer, Your Life Is Calling (1986) - Jo Jo Dancer/Alter Ego
- Critical Condition (1987) - Eddie Lenahan/Dr. Kevin Slattery
- Moving (1988) - Arlo Pear
- See No Evil, Hear No Evil (1989) - Wallace 'Wally' Karue
- Harlem Nights (1989) - Sugar Ray
- The Three Muscatels (1991) - Verteller/Dronkenlap/Barkeeper
- Another You (1991) - Eddie Dash
- Chicago Hope (televisieserie) - Joe Springer (afl. Stand, 1995)
- Mad Dog Time (1996) - Jimmy de Grafdelver
- Malcolm & Eddie (televisieserie) - Oom Buck (afl. Do the K.C. Hustle, 1996)
- Lost Highway (1997) - Arnie
- The Norm Show (televisieserie) - Mr. Johnson (afl. Norm vs. the Boxer, 1999)